# Dicranomyia (Dicranomyia) omissivena
Dicranomyia (Dicranomyia) omissivena is een tweevleugelige uit de familie steltmuggen (Limoniidae). De soort komt voor in het Neotropisch gebied.